# Reticul

Comparația între diferite reticule utilizate în vizoarele telescoapelor. Ultimul reticul, dreapta jos, reprezintă reticulul din luneta PSO-1 a puștii rusești SVD.

Reticulul este o rețea de linii încrucișate, de scări gradate, realizat pe lame cu fete plan paralele transparente, care intră în construcția unor instrumente optice si are rolul de a permite aliniarea ansamblurilor optice, vizarea unei direcții, efectuarea unei măsurători, etc.

## Vezi și
- Reticul endoplasmatic